# Jesse Hughes
Jesse "The Devil" Hughes (Greenville, 24 de septiembre de 1972) es un músico estadounidense. Hughes es conocido por ser el líder de la banda de rock californiana Eagles of Death Metal. Él cita a Little Richard como su mayor influencia musical e inspiración.

## Primeros años
Nace el 24 de septiembre de 1972 en Greenville, Carolina del Sur. Siendo un niño sus padres se separan por lo que se muda con su madre a Palm Springs, California. En la secundaria era un muchacho tímido que tenía muy pocos amigos, que sufría constantemente humillaciones por parte de bravucones más grandes que él. En esta época conocería a Josh Homme con el que al principio formaría una amistad liviana. En una fiesta unos bravucones lo arrojan a una piscina y evitan que el pudiera salir, después llega Homme y le dice a los bravucones que se larguen, intimidados por Homme (que a esa edad ya media casi 2 metros) los bravucones se retiran y Homme saca de la piscina a Jesse, desde ese día serían buenos amigos y gracias a esa amistad Jesse nunca más sufriría de humillaciones por parte de bravucones. Más tarde comienza a interesarse en la música y llega a tocar la flauta en la banda de la escuela, instrumento el cual Homme se burlaba en reiteradas ocasiones. Poco después Homme abandona la escuela, por falta de interés y por su interés en la música, el cual lleva a Homme al estrellato debido a que el éxito llega para su banda Kyuss. Por esto Jesse y Homme dejarían de frecuentarse, en gran parte por los compromisos de Homme y por qué en ese momento Jesse tenía una visión de la vida completamente diferente a la de su amigo, él quería sencillamente una vida tranquila, tener una esposa y un hijo, lo cual llegó a cumplirse.

## Vida Adulta
Jesse llega a casarse y tener un hijo, trabajaba en una tienda de videos y tenía sobrepeso llegando a pesar hasta 120 kilos. Un día al llegar a casa descubre a su esposa con un amante, cosa que sume a Jesse en una profunda depresión, se fue a vivir con su madre y pierde más de 35 kilos en 6 meses. Su madre temerosa que Jesse intentara suicidarse llama a Josh Homme (que estaba en su nueva banda Queens of the Stone Age) para pedirle que visite a Jesse para intentar animarlo, cosa que Homme acepta. Al recibir la visita de Homme Jesse le dice que había empezado a componer música y tenía dos canciones hechas, estas serían conocida más tarde como "I Only Want You" y "Whorehoppin" canciones que impresionan a Homme, después este le diría a Jesse que saldría de gira y que si al volver tenía compuesta 30 canciones de igual calidad estaría dispuesto a hacer una banda con él. Después de la gira Homme vuelve con Jesse para enterarse de que no había compuesto 30 canciones, sino 50. En ese momento fundan Eagles of Death Metal.
Hughes fue uno de los supervivientes y testigos del atentado de París de noviembre de 2015 en la sala de conciertos Bataclan.

## Discografía
| Año  | Banda o artista         | Álbum                    |
| ---- | ----------------------- | ------------------------ |
| 1998 | The Desert Sessions     | Volumes 3 & 4            |
| 2002 | Fatso Jetson            | Cruel & Delicious        |
| 2004 | Eagles of Death Metal   | Peace, Love, Death Metal |
| 2004 | Como solista            | A Pair of Queens         |
| 2005 | Queens of the Stone Age | Lullabies to Paralyze    |
| 2006 | Eagles of Death Metal   | Death by Sexy            |
| 2008 | Eagles of Death Metal   | Heart On                 |
| 2017 | LUJURIA                 | Electricity              |